# Luigi Colombelli
Luigi Colombelli (Bergamo, ... – ...; fl. XX secolo) è stato un calciatore italiano, di ruolo centrocampista.

## Carriera
Inizia a giocare nella Bergamasca nel 1918; dopo due stagioni con la squadra biancoazzurra, nel 1920, a seguito della fusione di quest'ultima con l'Atalanta, passa nelle file della società nerazzurra, con la quale nella stagione 1920-1921 totalizza 6 presenze nel campionato di Prima Categoria, massima serie dell'epoca. Dopo aver disputato altre due partite in massima serie nella stagione successiva, all'inizio della stagione 1922-1923 lascia la società bergamasca.
Giocò poi nell'Ardens, sempre a Bergamo.